# Малакал (остров)
Малакал (англ. Malakal) — остров в штате Корор микронезийского государства Палау в Тихом океане.
На острове есть вещающая радиостанция — T8AA-AM.

## География
Малакал находится примерно в 700 м к юго-западу от острова Корор, с которым связан мостом. Ближайший материк, Азия, расположен примерно в 2500 км от острова. Площадь острова — 1,1 км². Высшая точка достигает 124 м над уровнем моря. На юго-восточном побережье находится порт Корора.

## Население
Население острова согласно переписи 2010 года составляет около 1500 человек. Всё население острова считается городским.

## Климат
Климат на Малакале тропический.